# Vektor
 Ovo je glavno značenje pojma Vektor. Za druga značenja pogledajte Vektor (razdvojba).
U elementarnoj matematici i fizici, a napose u tehničkim primjenama, vektor najčešće označava veličinu koja ima iznos, smjer i orijentaciju, te zadovoljava pravila vektorskog računa. Taj se opis odnosi na veličine u trodimenzionalnom prostoru iz našeg svakodnevnog iskustva, koji u matematici najbolje opisuje tzv. Euklidski prostor. Vektori su uvedeni kao složenije veličine od skalara; skalari su u nevedenom kontekstu veličine koje imaju samo brojčanu vrijednost koja može biti pozitivna, 0 ili negativna, tj. opisuju se jednim realnim brojem. Za opis vektora u trodimenzionalnom prostoru potrebna su tri realna broja -  npr. jedan za iznos i dva za smjer i orijentaciju (kutovi koji određuju položaj u prostoru prema koordinatnim osima), ili tri skalarne komponente u koordinatnom sustavu. Još složenije veličine od vektora su tenzori, preciznije tenzori drugoga reda i viših redova, koji se u trodimenzionalnom prostoru opisuju s 9, 27 ili više brojeva. U tenzorskom opisu, skalari su tenzori nultoga reda, a vektori su tenzori prvoga reda.
Formalno i općenito, međutim, pojam vektora se u matematici, pa i fizici, i u drugim primjenama, definira znatno apstraktnije. Pristup se najčešće temelji na definiciji vektorskog prostora iz linearne algebre gdje se koriste višedimenzionalni (pa i beskonačno dimenzionalni) prostori nad poljem realnih ili kompleksnih skalara. Ipak, i u te opće definicije ugrađene su analogije s gore navedenim slučajem iz "običnog" trodimenzionalnog prostora. Veći dio ovoga članka ukratko izlaže jedan od mogućih "matematičkih" opisa u prostoru od n dimenzija, no mnogi su rezultati izravno primjenjljivi na "obične" trodimenzionalne vektore.
Iako je to matematičko izlaganje "mekše" od punog formalizma linearne algebre (nije posve općenito, niti su formalno definirani svi korišteni pojmovi), ono ni u tome obliku nije posve blisko i neposredno upotrebljivo za razumijevanje relevantnih koncepata u najčešćim fizikalnim i tehničkim primjenama (a oslanja se i na "matematičku" terminologiju i simbole koji nisu uobičajeni u tehnici). Zato se prije te "matematičke opcije" ukratko opisuje koncept koji je bliži praktičnom "tehničkom" poimanju.

## Operativni opis vektora za fizikalne i tehničke primjene
Dok skalari imaju samo brojčanu vrijednost, vektori imaju iznos, smjer i orijentaciju. Iznos vektora je brojčana vrijednost koja ne može biti negativna (npr. iznos brzine je 5 m/s), a smjer i orijentaciju vektora možemo pokazati prstom (npr. gore, prema sjeveroistoku, itd). Preciznije, smjer je određen pravcem na kojemu leži vektor, a orijentacija govori prema kojoj strani pravca je vektor orijentiran (kamo upućuje vrh strelice u uobičajenom grafičkom predočavanju vektora). Takav je opis vektora ograničen na opažajni trodimenzionalni prostor. Tu su vektorske veličine brzina, sila, ubrzanje, količina gibanja... a skalarne masa, temperatura, obujam.
Vektorska veličina obilježava se strelicom iznad simbola, npr. sila je {\displaystyle \scriptstyle {\vec {F}}} (ili "masnim slovom", npr. F), dok se njezin iznos obilježava istim običnim slovom, npr. iznos sile je {\displaystyle \scriptstyle F}, jer se iz konteksta zna da to slovo označava silu koja je vektorska veličina. (U matematici se iznos vektora mora označiti vertikalnim crtama, npr. {\displaystyle \scriptstyle |{\vec {F}}|} jer bi, općenito, slovo {\displaystyle \scriptstyle F} moglo označavati neku skalarnu veličinu koja nema veze s vektorima.)
Vektor se grafički prikazuje pomoću usmjerene dužine (pomoću dužine koja ima strelicu na jednom kraju). Ona pokazuje smjer i orijentaciju vektora, a njezina duljina je proporcionalna iznosu vektora. Umjesto načelne proporcionalnosti, iznos vektora može se grafički i precizirati, npr. tako da se naznači koliko njutna kod prikazane sile predstavlja 1 cm na skici. Neke se vektorske veličine doista i mjere u jedinicama za duljinu (npr. u centimetrima), pa ih usmjerena dužina u cijelosti opisuje (npr. vektor položaja još zvan i radijvektor, te vektor pomaka).
Vektorske veličine u fizikalnim primjenama uglavnom su slobodni vektori ("pravi" vektori), no neke mogu biti vezani vektori ili pak klizni vektori. Primjerice, kad sila djeluje na deformabilno tijelo, njezin učinak ovisi o tome u kojoj točki zahvaća tijelo: ona je vezani vektor (vezan za tu točku koja se zove hvatište sile). Kad sila djeluje na kruto tijelo, njezin učinak ovisi o pravcu na kojemu leži, ali duž njega može po volji "klizati", pa je klizni vektor. Zato silu prikazujemo kao usmjerenu dužinu koja "počinje" (ili "završava") u svome hvatištu. Drugi primjer vezanog vektora je vektor položaja koji je usmjerena dužina povučena iz referentne točke (ishodišta).
No, prilikom različitih matematičkih operacija sa silama i vektorima položaja (zbrajanje itd.), a kod većine drugih vektorskih veličina već i u samom prikazu, svejedno je gdje se pozicionira usmjerena dužina koja ih predstavlja: važan je samo iznos, smjer i orijentacija. To je svojstvo "slobodnih" ili "pravih" vektora: ako se usmjerena dužina translatira u prostoru, ona i dalje predstavlja isti vektor. Matematički rečeno, vektor je klasa usmjerenih dužina koje imaju isti iznos, smjer i orijentaciju. Vektor kojem je početak stavljen u izabranu točku tako je samo reprezentant (predstavnik) klase usmjerenih dužina s obzirom na translacije.

### Zbrajanje vektora
Postupak zbrajanja vektora najlakše je intuitivno razumjeti na primjeru zbrajanja sila po pravilu paralelograma, koji je navodno bio poznat još u antičko doba, a eksplicitno ga spominju i Galileo i Newton.
U donjem dijelu lijeve skice prikazano je zbrajanje vektora {\displaystyle \scriptstyle {\vec {u}}} i {\displaystyle \scriptstyle {\vec {v}}} po pravilu paralelograma, a u gornjem dijelu isti rezultat je dobiven "nadovezivanjem" vektora. Očito je da su rezultati jednaki, jer je prikazani trokut identičan gornjoj polovici paralelograma (a jednako se mogla koristiti i donja polovica). Nadovezivanje mogućuje jednostavnije zbrajanje većeg broja vektora (skica desno): nadovezuju se jedan na drugoga, a zbroj je usmjerena dužina koja "ide" od početka prvoga do kraja zadnjega.
I u jednom i u drugom primjeru zbrajanja, vektori su prikazani usmjerenim dužinama koje se mogu po volji translatirati (paralelno premještati) a da pritom i dalje predstavljaju iste vektore. Kod zbrajanja po paralelogramu, usmjerene dužine postavljaju se u istu početnu točku, a kod nadovezivanja početak druge se premješta u kraj prve. Važno je uočiti da rezultat ne ovisi o redoslijedu pribrojnika (zbrajanje vektora je komutativno), niti o njihovom grupiranju u slučaju više pribrojnika (zbrajanje vektora je asocijativno) zbog čega na skici desno nema zagrada u ispisu zbroja.
Neke veličine, kojima se osim iznosa može pridružiti i smjer, nisu vektori jer ne zadovoljavaju ta svojstva vektorskog računa. Primjerice, kutu zakreta može se pridružiti isti smjer koji ima (prosječna) kutna brzina, što je vrlo prikladno za njegovo opisivanje u prostoru; ali kutovi zakreta nisu vektori, zato što njihov zbroj ovisi o redoslijedu zbrajanja.
Rastavljanje vektora na komponente je obrnuti postupak od zbrajanja. Npr. za paralelogram s lijeve skice može se smatrati i da prikazuje rastav vektora {\displaystyle \scriptstyle {\vec {u}}+{\vec {v}}} na komponente {\displaystyle \scriptstyle {\vec {u}}} i {\displaystyle \scriptstyle {\vec {v}}}. Kao što rastav broja na pribrojnike nije jedinstven (npr. broj 9 se može rastaviti na 5+4 ali i na 6+3), tako to nije ni rastav vektora. U pravilu kod rastavljanja vektora na pribrojnike, tražimo rastav na zbroj vektora čiji su smjerovi unaprije poznati, ili koji zadovoljavaju neka posebna svojstva, poput međusobne okomitosti.  Rastavljanje vektora na komponente često je potrebno za razumijevanje njihove uloge, a i znatno olakšava račun.

### Množenje vektora skalarom; suprotni vektor
Množenje vektora sa skalarom (brojem) je jednostavan postupak koji se intuitivno tumači na temelju zbrajanja vektora sa samim sobom: {\displaystyle \scriptstyle {\vec {v}}+{\vec {v}}=2{\vec {v}}} (taj rezultat se dobiva nadovezivanjem vektora na samoga sebe). Odatle se lako razumije poopćenje: kod množenja sa skalarom, množi se samo iznos vektora apsolutnom vrijednošću skalara, a rezultat je vektor istoga smjera i iste orijentacije ako je skalar pozitivan, odnosno vektor istog smjera i suprotne orijentacije ako je skalar negativan (skica desno). Specijalno, suprotni vektor od {\displaystyle \scriptstyle {\vec {v}}} (vektor jednakog iznosa i smjera ali suprotne orijentacije) je vektor {\displaystyle \scriptstyle -{\vec {v}}} koji se dobije množenjem vektora {\displaystyle \scriptstyle {\vec {v}}} sa skalarom -1.

### Oduzimanje vektora
Oduzimanje vektora {\displaystyle \scriptstyle {\vec {b}}} od vektora {\displaystyle \scriptstyle {\vec {a}}} isto je što i dodavanje suprotnog vektora, tj. {\displaystyle \scriptstyle {\vec {a}}-{\vec {b}}={\vec {a}}+(-{\vec {b}})}. Takav postupak grafički je prikazan niže u "matematičkom" dijelu teksta.
U mnogim praktičnim primjenama, međutim, prikladnije je koristiti postupak prikazan na skici lijevo. Vektori na koje treba primijeniti oduzimanje grafički se prikažu pomoću usmjerenih dužina povučenih iz iste točke, a njihovu razliku prikazuje usmjerena dužina koja spaja njihove vrhove i koja ima smjer prema onome vektoru od kojega se drugi oduzima.
Nije teško dokazati da usmjerena dužina {\displaystyle \scriptstyle {\vec {a}}-{\vec {b}}} doista jest tražena razlika: treba samo prinijeniti pravilo o zbrajanju vektora na prikazanu skicu. Skica se može interpretirati kao da prikazuje zbrajanje vektora {\displaystyle \scriptstyle {\vec {b}}+({\vec {a}}-{\vec {b}})}, čiji rezultat očito mora biti (kad se makne zgrada) jednak vektoru {\displaystyle \scriptstyle {\vec {a}}}, kao što crtež i pokazuje.

### Komponente vektora
Za mnoge primjene korisno je rastaviti vektorske veličine na komponente u koordinatnom sustavu. Na skici desno prikazan je rastav sile {\displaystyle \scriptstyle {\vec {F}}} u Kartezijevom sustavu x,y na dvije komponente. Njezine vektorske komponente su vektori paraleni s koordinatnim osima, {\displaystyle \scriptstyle {\vec {F}}_{x}} i {\displaystyle \scriptstyle {\vec {F}}_{y}}, tako da je:
{\displaystyle {\vec {F}}={\vec {F}}_{x}+{\vec {F}}_{y}}.
Budući da su paralelne s koordinatnim osima, svaka od tih vektorskih komponenti može se opisati brojem (skalarom), kojim treba pomnožiti jedinični vektor odgovarajuće osi, {\displaystyle \scriptstyle {\vec {i}}} ili {\displaystyle \scriptstyle {\vec {j}}}. Jednični vektor ima iznos jednak jedinici i smjer pripadne osi, pa je:
{\displaystyle {\vec {F}}_{x}=F_{x}{\vec {i}}}
{\displaystyle {\vec {F}}_{y}=F_{y}{\vec {j}}}
a brojevi {\displaystyle \scriptstyle F_{x}} i {\displaystyle \scriptstyle F_{y}} zovu se skalarne komponente vektora duž osi x odnosno y. Na skici desno vidi se da je
{\displaystyle F_{x}=4N}
{\displaystyle F_{y}=-2N}
Iz tako zadanih skalarnih komponenti, iznos {\displaystyle \scriptstyle F} vektora {\displaystyle \scriptstyle {\vec {F}}} lako se izračuna pomoću Pitagorinog poučka
{\displaystyle F={\sqrt {F_{x}^{2}+F_{y}^{2}}}}

a smjer i orijentacija u ravnini x,y opisuju se pomoću kuta prema jednoj od koordinatnih osi. Na skici je označen kut prema osi x, na način uobičajen u tehničkoj praksi (za razliku od matematike), kao neorijentirani kut {\displaystyle \scriptstyle \alpha } manji od 90°. Taj se kut može odrediti pomoću tangensa omjera skalarnih komponenti.
Obrnuto, ako bi bio poznat iznos vektora {\displaystyle \scriptstyle {\vec {F}}} i kut {\displaystyle \scriptstyle \alpha }, skalarne komponente za primjer sa skice računaju se kao
{\displaystyle F_{x}=F\cos \alpha }
{\displaystyle F_{y}=-F\sin \alpha }
gdje se predznak skalarne komponente određuje sa skice, jer su trigonometrijske funkcije kuta manjega od 90° pozitivne. Važno je napomenuti da se u matematici kut koji vektor zatvara s x-osi obilježava u smjeru rotacije suprotne od kazaljke na satu. Na primjer, kut prikazan na slici, matematički bi bio označen negativnom vrijednošću. Time se izbjegava pojavljivanje predznaka (kojeg inače treba bilježiti ovisno o kontekstu) u prethodnim formulama.
U mnogim je praktičnim situacijama moguće promatrati vektore i njihove komponente samo u jednoj ravnini, kao na gornjoj skici. No, često promatrani vektori ne leže u istoj ravnini, pa je potrebno računati s njihovim komponentama duž sve tri osi (skica lijevo). Postupak rastavljanja na komponente u načelu je sličan, iako ima malo više računanja.
Vektor se pomoću skalarnih komponenti može zapisati na dva načina. Jedan je da se eksplicitno navedu jednični vektori koordinatnih osi, kako slijedi iz prethodnog opisa:
{\displaystyle {\vec {F}}=F_{x}{\vec {i}}+F_{y}{\vec {j}}+F_{z}{\vec {k}}}
Drugi način je pomoću uređene trojke brojeva: navode se samo skalarne komponente u redoslijedu x,y,z :
{\displaystyle {\vec {F}}=(F_{x},F_{y},F_{z})}
U takvom zapisu, sila {\displaystyle \scriptstyle {\vec {F}}} iz gornjeg ravninskog primjera prikazuje se kao
{\displaystyle {\vec {F}}=(4N,-2N,0)}.
U općenitijem matematičkom opisu u n-dimenzionalnom prostoru, vektori se obično prikazuju pomoću uređenih n-torki, a brojevi u njima nazivaju se komponentama ili koordinatama vektora u nekoj bazi prostora.
Prikaz vektora pomoću skalarnih komponenti u našem "običnom" prostoru značajno olakšava računanje. Vektori su jednaki ako su im jednake odgovarajuće skalarne komponente. Vektori se zbrajaju ili oduzimaju tako da se zbroje ili oduzmu njihove odgovarajuće skalarne komponente. I druge operacije među vektorima izražavaju se preko skalarnih komponenata, a različite jednadžbe među vektorima preslikavaju se u jednadžbe među njihovim skalarnim komponentama.

### Međusobno množenje vektora
U našem običnom prostoru, dva se vektora mogu međusobno množiti na dva načina, koji su se razvili ponajprije za potrebe jednostavnijeg zapisa odnosa među vektorskim veličinama u fizici, napose u mehanici.
Skalarni produkt, ili skalarni umnožak, ili unutarnji produkt, ili in-produkt (na engleskom dot product, jer se obično piše pomoću točke između vektora) je operacija koja kao rezultat množenja dvaju vektora daje skalar (broj). Npr. za vektore {\displaystyle \scriptstyle {\vec {a}}} i {\displaystyle \scriptstyle {\vec {b}}} može se skalarni produkt definirati jednostavnim izrazom:
{\displaystyle {\vec {a}}\cdot {\vec {b}}=ab\cos \theta },
gdje je {\displaystyle \scriptstyle \theta } kut među vektorima, dok su {\displaystyle \scriptstyle a} i {\displaystyle \scriptstyle b} njihovi iznosi.
Vektorski produkt, ili vektorski umnožak (jer se obično piše pomoću križića sličnoga znaku znaku x) je operacija koja kao rezultat množenja dvaju vektora (npr. vektora {\displaystyle \scriptstyle {\vec {u}}} i {\displaystyle \scriptstyle {\vec {v}}}) daje treći vektor, smjera koji je okomit na smjerove vektora koje množimo, a orijentaciju mu određuje pravilo desne ruke (skica desno). Umnožak (taj treći vektor) piše se kao {\displaystyle \scriptstyle {\vec {u}}\times {\vec {v}}}, a izos mu je:
{\displaystyle |{\vec {u}}\times {\vec {v}}|=uv\sin \theta },
Budući da je rezultat vektorskog množenje dvaju vektora opet vektor, on se može dalje množiti s nekim vektorom. Ako je to daljnje množenje vektorsko, dobije se trostruki vektorski produkt, npr:
{\displaystyle ({\vec {u}}\times {\vec {v}})\times {\vec {w}}}.
Rezultat ovisi o položaju zagrada (tj. vektorsko množenje nije asocijativno). Usto, za razliku od skalarnog množenja, treba paziti i na redoslijed faktora u vektorskom množenju, jer se zamjenom mjesta dobiva vektor suprotne orijentacije (vektorsko množenje je antikomutativno). Trostruki produkt može se, naravno, i dalje vektorski množiti, pa se dobije četverostruki produkt, itd.
Ako se vektorski produkt dvaju vektora pomnoži skalarno s trećim vektorom, dobije se tzv. mješoviti produkt. 
{\displaystyle {\vec {u}}\cdot ({\vec {v}}\times {\vec {w}})}
Apsolutni iznos (dakle, vrijednost bez predznaka) koji se dobije mješovitim množenjem tri vektora geometrijski se interpretira (slika lijevo) kao volumen paralelopipeda (kose prizme s bazom paralelograma, tijela u prostoru razapetog s tri vektora).
Iznos vektorskog produkta je, po definiciji, jednak površini paralelograma kojega određuju vektori {\displaystyle \scriptstyle {\vec {v}}} i {\displaystyle \scriptstyle {\vec {w}}} (obojan sivo, površina označena slovom A). Iznos skalarnog produkta vektora {\displaystyle \scriptstyle {\vec {u}}} i {\displaystyle \scriptstyle {\vec {v}}\times {\vec {w}}} jednak je umnošku te površine i projekcije vektora {\displaystyle \scriptstyle {\vec {u}}} na vektor {\displaystyle \scriptstyle {\vec {v}}\times {\vec {w}}}, koja je označena slovom h. Dakle, rezultat mješovitog produkta je volumen prikazane kose prizme, V=Ah.
Neka važna svojstva množenja vektora, kao i zapis množenja pomoću skalarnih komponenata, navedeni su u "matematičkom" dijelu koji slijedi.

## Matematička definicija vektora un-dimenzionalnom prostoru
Vektorske veličine su općenito određene s više brojčanih parametara. Najpoznatiji su primjeri vezani za geometriju u ravnini ili prostoru gdje se vektor određuje kao razred ekvivalencije usmjreneih dužina ili alternativno smjerom (klasom ekvivalencije paralelnih pravaca), orijentacijom (smislom) i duljinom (iznosom, veličinom, normom). Vizualno predstavlja strelicom orijentiranom duž pravca, duljine razmjerne veličini, a čiji vrh pokazuje smjer na zadanom pravcu. Pojam vektora nije ograničen na dvije ili tri dimenzije.
U n-dimenzionalnom realnom prostoru razlikujemo dvije vrste vektora. Vektore prve vrste obično zovemo usmjerenim (orijentiranim) dužinama ili učvršćenim vektorima jer je njihova početna točka učvršćena (fiksna). Ti vektori su naprosto dužine sa zadanom orijentacijom (smislom), odnosno kod kojih znamo koji kraj dužine je početna (polazna), a koji je završna točka. Dakle, učvršćeni vektor je zadan uređenim parom točaka (krajeva dužine). Druga vrsta vektora koje zovemo točnije slobodnim vektorima ili naprosto vektorima su razredi ekvivalencije usmjerenih dužina gdje su dvije dužine ekvivalentne ako se spojnica početka prve i kraja druge usmjerene dužine i spojnica početka druge i kraja prve dužine međusobno sijeku i raspolavljaju. To znači da su ekvivalentne usmjerene dužine paralelne stranice paralelograma s međusobno jednakom orijentacijom. 
Recimo da su to A i B iz Rn. Tada komponente vektora čiji su predstavnici usmjerene dužine s tim krajevima imaju prikaz u komponentama (kao vektor-reci) 
{\displaystyle {\overrightarrow {AB}}=\left(B_{1}-A_{1},B_{2}-A_{2},\dots ,B_{n}-A_{n}\right)},
{\displaystyle {\overrightarrow {BA}}=\left(A_{1}-B_{1},A_{2}-B_{2},\dots ,A_{n}-B_{n}\right)}
(Slobodni) vektor je jednoznačno određen svojim smjerom, duljinom i orijentacijom. Vektore učvršćene u jednoj te istoj točki možemo međusobno zbrajati i množiti realnim brojem. Slobodne vektore možemo također zbrajati i množiti brojem (skalarom).
Svaki slobodni vektor {\displaystyle {\overrightarrow {v}}} određuje jedinstvenu bijekciju {\displaystyle A\mapsto A+{\overrightarrow {v}}}, translaciju za vektor {\displaystyle {\overrightarrow {v}}}, takvo da je {\displaystyle B=A+{\overrightarrow {v}}} onda i samo onda ako je usmjerena dužina {\displaystyle {\overrightarrow {AB}}} predstavnik vektora {\displaystyle {\overrightarrow {v}}}. Preslikavanje iz Abelove grupe svih slobodnih vektora vektorskog prostora u skup bijekcija prostora je djelovanje te grupe koje je slobodno i tranzitivno, tj. čini strukturu afinog prostora. 
Neka su {\displaystyle A\neq B} dvije točke u n-dimenzionalnom realnom prostoru. 
Funkcija iz skupa realnih brojeva u skup slobodnih vektora dana sa
{\displaystyle t\mapsto A+t{\overrightarrow {AB}}}
je injekcija koja ima kao sliku cijeli pravac {\displaystyle AB} koji sadrži te točke. Kažemo da ta funkcija čini parametrizaciju pravca {\displaystyle AB} realnim brojevima. To je poseban slučaj parametrizacije krivulje u prostoru.
Ako umjesto vektora {\displaystyle {\overrightarrow {AB}}} u gornjoj formuli stavimo ma koji nenul vektor proporcionalan (kolinearan) vektoru {\displaystyle {\overrightarrow {AB}}} dobit ćemo isti pravac. Na primjer, ako uzmemo jedinični vektor {\displaystyle {\frac {\overrightarrow {AB}}{\|{\overrightarrow {AB}}\|}}}, tada govorimo o primjeru prirodne parametrizacije pravca u smislu da je duljina segmenta među dvjema točkama na pravcu jednaka razlici vrijednosti parametra {\displaystyle t} u tim dvjema točkama.
Suženje funkcije {\displaystyle t\mapsto A+t{\overrightarrow {AB}}} na samo pozitivne brojeve ili samo negativne brojeve parametrizira otvoreni (a ako dodamo i {\displaystyle t=0} onda zatvoreni) polupravac s vrhom {\displaystyle A}.

### Nul-vektor
Nul-vektor a0 je vektor čiji je intenzitet jednak nuli. Označuje se kao nula s naznakom za vektor.
{\displaystyle {\overrightarrow {a_{0}}}={\overrightarrow {0}},\;|{\overrightarrow {a_{0}}}|=0}

### Jedinični vektor
Jedinični je vektor vektor čija je veličina jednaka jedan. Za svaki se ne-nul vektor a može odrediti odgovarajući jedinični vektor v iste orijentacije i smjera.
{\displaystyle {\overrightarrow {v}}={\frac {\overrightarrow {a}}{|{\overrightarrow {a}}|}},\;{\overrightarrow {a}}\neq {\overrightarrow {0}}}
Ovaj se postupak zove normiranje vektora.

## Operacije nad vektorima
Nad vektorima se, kao i svim ostalim elementima analitičke matematike, mogu uvesti aritmetičke operacije. Pri tome se vektor predstavlja kao uređena n-torka skalara koji pripadaju nekom polju K. Na primjer:

{\displaystyle a=(a_{1},a_{2},a_{3},...,a_{n}),\;a_{i}\in K}, {\displaystyle i=1,...,n}

je jedan n-dimenzionalni vektor nad poljem K. Pojam n-dimenzionalni dolazi od činjenice da je vektor definiran pomoću n skalara. Prostor ovih vektora se još naziva Kn, a skalari koji čine vektor zajedno s informacijom o njihovoj poziciji u uređenoj n-torci koordinate vektora. Na primjer, a1 je prva koordinata vektora, a2 je druga koordinata vektora itd.
Slijede osnovne operacije nad vektorima, koje se u principu definiraju nad vektorima istih dimenzija.

### Duljina vektora
Duljina vektora (sinonimi: norma vektora, veličina vektora) se u euklidskoj geometriji je udaljenost među krajevima ma koje usmjerene dužine koja je predstavnik tog vektora. Prema primjeni Pitagorinog poučka, u pravokutnom koordinatnom sustavu možemo duljinu vektora alternativno odrediti kao kvadratni korijen zbroja kvadrata njegovih komponenti.

{\displaystyle {\overrightarrow {a}}=(a_{1},a_{2},...,a_{n})\in K^{n}}

{\displaystyle |a|={\sqrt {\sum _{k=1}^{n}{a_{i}}^{2}}}={\sqrt {a_{1}^{2}+a_{2}^{2}+...+a_{n}^{2}}}}

Općenitije, u ma kojem realnom vektorskom prostoru sa skalarnim umnoškom {\displaystyle (,)}, definiramo normu {\displaystyle \|{\overrightarrow {v}}\|} vektora {\displaystyle {\overrightarrow {v}}} kao
{\displaystyle \|v\|={\sqrt {(v,v)}}}

### Množenje vektora skalarom
Množenje vektora {\displaystyle {\overrightarrow {a}}\in K^{n}} nekim skalarom {\displaystyle \alpha \in K} je definirano kao množenje svake koordinate vektora tim skalarom. Ova je operacija komutativna.

{\displaystyle \alpha \cdot {\overrightarrow {a}}} = {\displaystyle \alpha \cdot (a_{1},a_{2},a_{3},...,a_{n})} = :{\displaystyle (\alpha \cdot a_{1},\alpha \cdot a_{2},...,\alpha \cdot a_{n}).}

### Zbrajanje vektora
Uzmimo dva vektora {\displaystyle a,b\in K^{n}\,}:

{\displaystyle {\overrightarrow {a}}=(a_{1},...,a_{n})}

{\displaystyle {\overrightarrow {b}}=(b_{1},...,b_{n})}

Njihovo se zbrajanje u principu definira kao zbrajanje komponenti s istim indeksima.

{\displaystyle +:(K^{n},K^{n})\rightarrow K^{n}\,}

{\displaystyle {\overrightarrow {c}}={\overrightarrow {a}}+{\overrightarrow {b}}}, 

{\displaystyle c_{i}=a_{i}+b_{i}\,}, gdje je {\displaystyle i=1,...,n\,}

Pri ćemu će vektor c biti iz prostora {\displaystyle K^{n}\,}. Oduzimanje vektora se provodi na sličan način:

{\displaystyle {\overrightarrow {c}}={\overrightarrow {a}}+(-{\overrightarrow {b}})}

Pri čemu {\displaystyle -{\overrightarrow {b}}=(-b_{1},-b_{2},...,-b_{n})}.

### Skalarno množenje vektora
Slično zbrajanju, skalarno se množenje vektora definira kao broj umnoška svih parova koordinata dva vektora, koje imaju iste indekse. Ovaj se zbroj i umnožak preuzimaju iz polja K. Razlika u odnosu na zbrajanje je ta što je rezultat skalarnog produkta dva vektora iz Kn u stvari jedan skalar iz K. Konkretno za dva vektora a i b iz Kn bi umnožak k izgledao ovako:
{\displaystyle \cdot :(K^{n},K^{n})\rightarrow K}

{\displaystyle k={\overrightarrow {a}}\cdot {\overrightarrow {b}}}, {\displaystyle k\in K}

{\displaystyle k=\sum _{i=1}^{n}{a_{i}\cdot b_{i}}}, gdje je {\displaystyle i=1,...,n}
Ovdje treba primijetiti da je skalarni produkt vektora također jednak
{\displaystyle k={\overrightarrow {a}}\cdot {\overrightarrow {b}}=|a|\cdot |b|\cdot \cos \omega ,}
pri čemu je ω kut između a i b.

Ovo zapravo znači i:
{\displaystyle {\overrightarrow {a}}\cdot {\overrightarrow {b}}=0\Rightarrow {\overrightarrow {a}}\bot {\overrightarrow {b}}}

To jest da su dva ne-nul vektora međusobno okomita ako i samo ako im je skalarni produkt jednak nuli.

### Vektorski produkt
Još jedan tip umnoška karakterističan za trodimenzionalne euklidske prostore (E3) je vektorski produkt. Definira se na sljedeći način:
{\displaystyle \times :(E^{3},E^{3})\rightarrow E^{3}\,}

{\displaystyle {\overrightarrow {a}},{\overrightarrow {b}}\in E^{3}}

{\displaystyle {\overrightarrow {a}}\times {\overrightarrow {b}}={\begin{vmatrix}{\overrightarrow {i}}&{\overrightarrow {j}}&{\overrightarrow {k}}\\a_{1}&a_{2}&a_{3}\\b_{1}&b_{2}&b_{3}\end{vmatrix}}=}
{\displaystyle {\overrightarrow {i}}(a_{2}b_{3}-a_{3}b_{2})-{\overrightarrow {j}}(a_{1}b_{3}-a_{3}b_{1})+{\overrightarrow {k}}(a_{1}b_{2}-a_{2}b_{1})=} {\displaystyle {\begin{pmatrix}a_{2}b_{3}-a_{3}b_{2}\\a_{3}b_{1}-a_{1}b_{3}\\a_{1}b_{2}-a_{2}b_{1}\end{pmatrix}}}

Jer su {\displaystyle {\overrightarrow {i}}=(1,0,0)}, {\displaystyle {\overrightarrow {j}}=(0,1,0)} i :{\displaystyle {\overrightarrow {k}}=(0,0,1)} vektori kanonske baze E3.
Kod vektorskog je produkta bitno primijetiti sljedeće osobine:
{\displaystyle {\overrightarrow {a}}\times {\overrightarrow {b}}\bot {\overrightarrow {a}},{\overrightarrow {b}}}, tj. vektorski produkt dva vektora je okomit na njih same.

{\displaystyle |{\overrightarrow {a}}\times {\overrightarrow {b}}|=|a||b|\sin \omega }, gdje je :{\displaystyle \omega } kut između ova dva vektora. Ovo zapravo znači da je veličina vektorskog produkta dva vektora jednaka površini paralelograma koga čine vektori koje množimo.

{\displaystyle {\overrightarrow {a}}\times {\overrightarrow {b}}=-({\overrightarrow {b}}\times {\overrightarrow {a}})}, tj. vektorski produkt nije komutativan.

{\displaystyle (\alpha \cdot {\overrightarrow {a}})\times {\overrightarrow {b}}=\alpha ({\overrightarrow {a}}\times {\overrightarrow {b}})}, gdje je {\displaystyle \alpha \in E}. Tj. vektorski produkt se lijepo ponaša prema množenju skalarom slijeva.

### Mješoviti produkt
Mješoviti produkt vektora je ternarna matematička operacija koja uređenu trojku vektora iz E3 preslikava u skalar iz E. Zapisuje se sa 
{\displaystyle [{\overrightarrow {a}},{\overrightarrow {b}},{\overrightarrow {c}}]}
A po definiciji je:
{\displaystyle [{\overrightarrow {a}},{\overrightarrow {b}},{\overrightarrow {c}}]=({\overrightarrow {a}}\times {\overrightarrow {b}})\cdot {\overrightarrow {c}}=} {\displaystyle {\begin{vmatrix}a_{1}&a_{2}&a_{3}\\b_{1}&b_{2}&b_{3}\\c_{1}&c_{2}&c_{3}\end{vmatrix}},} :{\displaystyle {\overrightarrow {a}},{\overrightarrow {b}},{\overrightarrow {c}}\in E^{3}}
Što znači da je apsolutna vrijednost mješovitog produkta tri vektora jednaka volumenu paralelepipeda kojeg oni oblikuju. Slijede neka osnovna svojstva mješovitog produkta:
- {\displaystyle [x,y,z]=-[y,x,z]}
- {\displaystyle [x,y,z]=[z,x,y]=[y,z,x]}
- {\displaystyle [\alpha x,y,z]=\alpha [x,y,z]}
- {\displaystyle [x+t,y,z]=[x,y,z]+[t,y,z]}

## Vidjeti također
- Vektorski prostor
- Vektorsko polje